# Japán mókus
A japán mókus (Sciurus lis) az emlősök (Mammalia) osztályának a rágcsálók (Rodentia) rendjébe, ezen belül a mókusfélék (Sciuridae) családjába tartozó faj.

## Előfordulása
Csak Japánban honos faj, az alábbi szigeteken: Honsú, Kjúsú és Sikoku.